# ASPTT Bordeaux
Ne doit pas être confondu avec Stade bordelais – ASPTT.
L'ASPTT Bordeaux est un club omnisports bordelais, fusionné avec le Stade bordelais en 2013 pour former le Stade bordelais – ASPTT.

## Histoire
L'ASPTT Bordeaux est la plus ancienne ASPTT de France, fondée en 1906, par l'ajout de l'athlétisme et du football au cyclisme, déjà proposé par le club dès 1898. Il fusionne le 10 juillet 2013 avec le Stade bordelais pour former le Stade bordelais – ASPTT.

## Palmarès

### Rink Hockey
- Champion de France de 1948 à 1951 et 1956

## Personnalités
- Jean Rebeyrol, champion de France de natation dans les années 1930.
- Monique Noirot, Médaille de bronze du 400 mètres aux Championnats d'Europe d'athlétisme 1966 de Budapest en 54 s 0
- Olivier Noirot, fils de Monique Noirot, bat le record de France du 400 m en 45 s 07 le 28 juillet 1991
- Philippe Presti, sélectionné aux Jeux olympiques d'Atlanta en 1996 et de Sydney en 2000, double vainqueur de la Coupe de l'America